# Astragalus tennesseensis
Astragalus tennesseensis es una especie de planta herbácea perteneciente a la familia de las leguminosas. Es originaria de Norteaméricaconde se encuentra en Illinois, Indiana, Tennessee y Alabama. Con la mayor concentración en Tennessee.

## Descripción
Esta planta produce flores de color crema en abril y mayo. Las plántulas crecen lentamente y pasan varios años antes de que las plantas alcanzan la madurez reproductiva. La especie está adaptada a la sequía, permaneciendo metabólicamente activa en el hábitat que se seca en verano.
Esta planta ha sido prácticamente extinguida de Illinois e Indiana, pero se ha vuelto a introducir allí en poblaciones selectas. Algunas poblaciones naturales se han vuelto a descubrir en Illinois.

## Hábitat
La planta crece en ecotonos de glade y abiertas praderas. Se puede encontrar en la sombra parcial de Juniperus virginiana, pero no tolera mucha sombra.

## Taxonomía
Astragalus tennesseensis fue descrita por A.Gray ex. Chapm. y publicado en Flora of the southern United States 98. 1860.
Etimología
Astragalus: nombre genérico derivado del griego clásico άστράγαλος y luego del Latín astrăgălus aplicado ya en la antigüedad, entre otras cosas, a algunas plantas de la familia Fabaceae, debido a la forma cúbica de sus semillas parecidas a un hueso del pie.
tennesseensis: epíteto geográfico que alude a su localización en Tennessee.
Sinonimia
- Astragalus plattensis var. tennesseensis (Chapman) A.Gray
- Geoprumnon tennesseense (Chapman) Rydb.[9]